# Savion Glover
Savion Glover (Newark, 19 novembre 1973) è un ballerino, coreografo e attore statunitense.

## Biografia
Ultimo di tre figli, Savion Glover si è affermato come uno dei maggiori ballerini di tip tap viventi, avendo appreso quest'arte da maestri come Gregory Hines e Henry LeTang.
Nel 1983, all'età di dieci anni, fece il suo debutto a Broadway nel musical The Rap Dance Kid, mentre nel 1989 interpretò Younger Generation nel musical Black and Blue, per cui ottenne una candidatura al Tony Award al miglior attore non protagonista in un musical. Dopo aver recitato ancora nel musical Jelly's Last Jam nel 1992, nel 1996 fece il suo debutto a Broadway come coreografo in Bring in 'Da Noise, Bring in 'Da Funk, un musical ideato, coreografato ed interpretato dallo stesso Glover. Per la sua performance ottenne una nomination al Tony Award al miglior attore protagonista in un musical, mentre le sue coreografie gli valsero il Drama Desk Award ed il Tony Award alla miglior coreografia. Nel 2016 fu nuovamente candidato allo stesso premio per Shuffle Along, or, the Making of the Musical Sensation of 1921 and All That Followed, il musical che gli valse il suo secondo Drama Desk Award come coreografo.
Attivo anche in campo televisivo e cinematografico, Glover ha curato le coreografie dei numeri di tip tap in Happy Feet e Happy Feet 2.